# Johann Wilhelm (Pfalz)

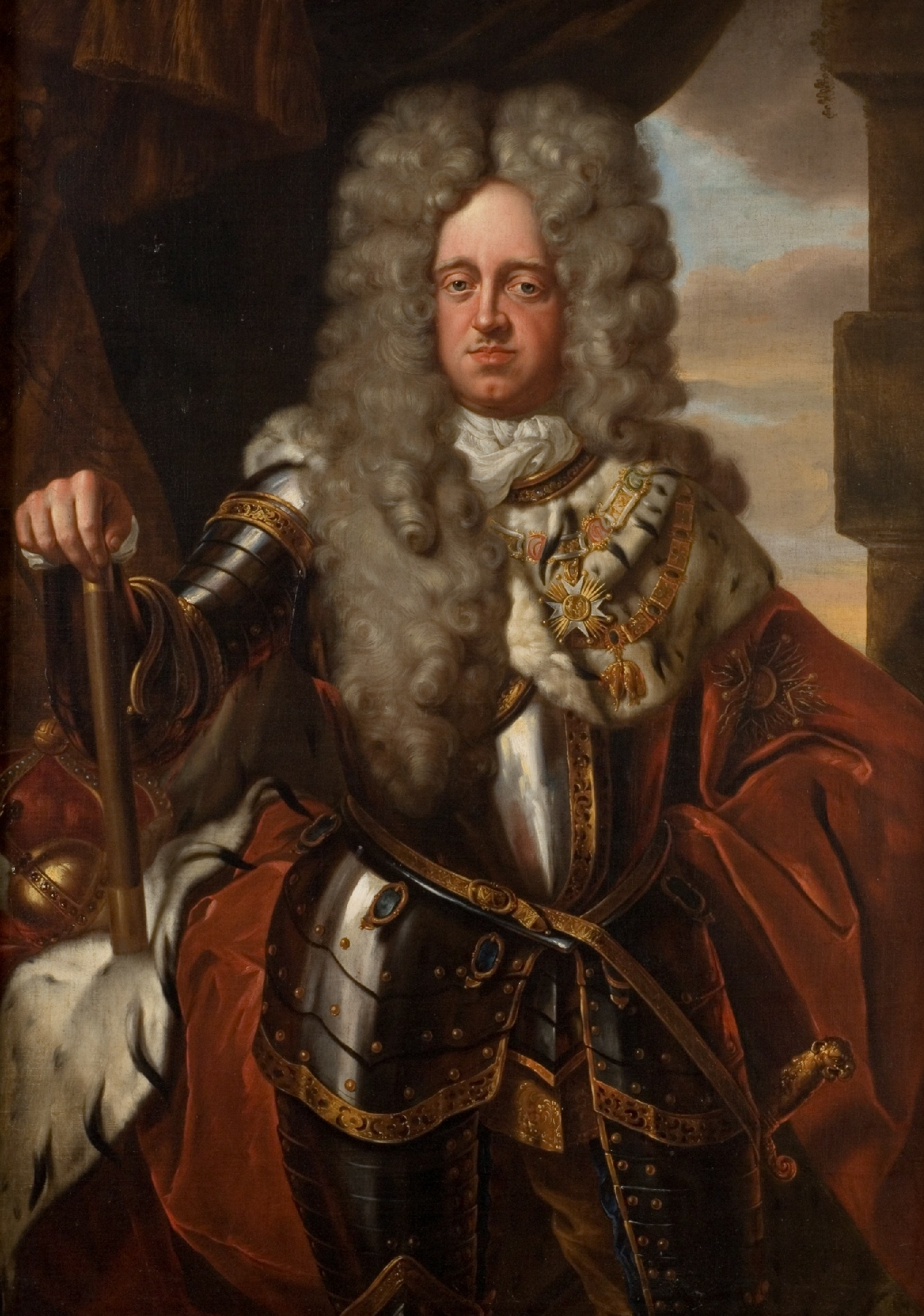
Kurfürst Johann Wilhelm von der Pfalz, im Kurmantel mit Allongeperücke, der Ordenskette vom Goldenen Vlies und der Ordenskette des Hubertusordens, den er wiederbelebt hatte (Jan Frans van Douven, um 1715)

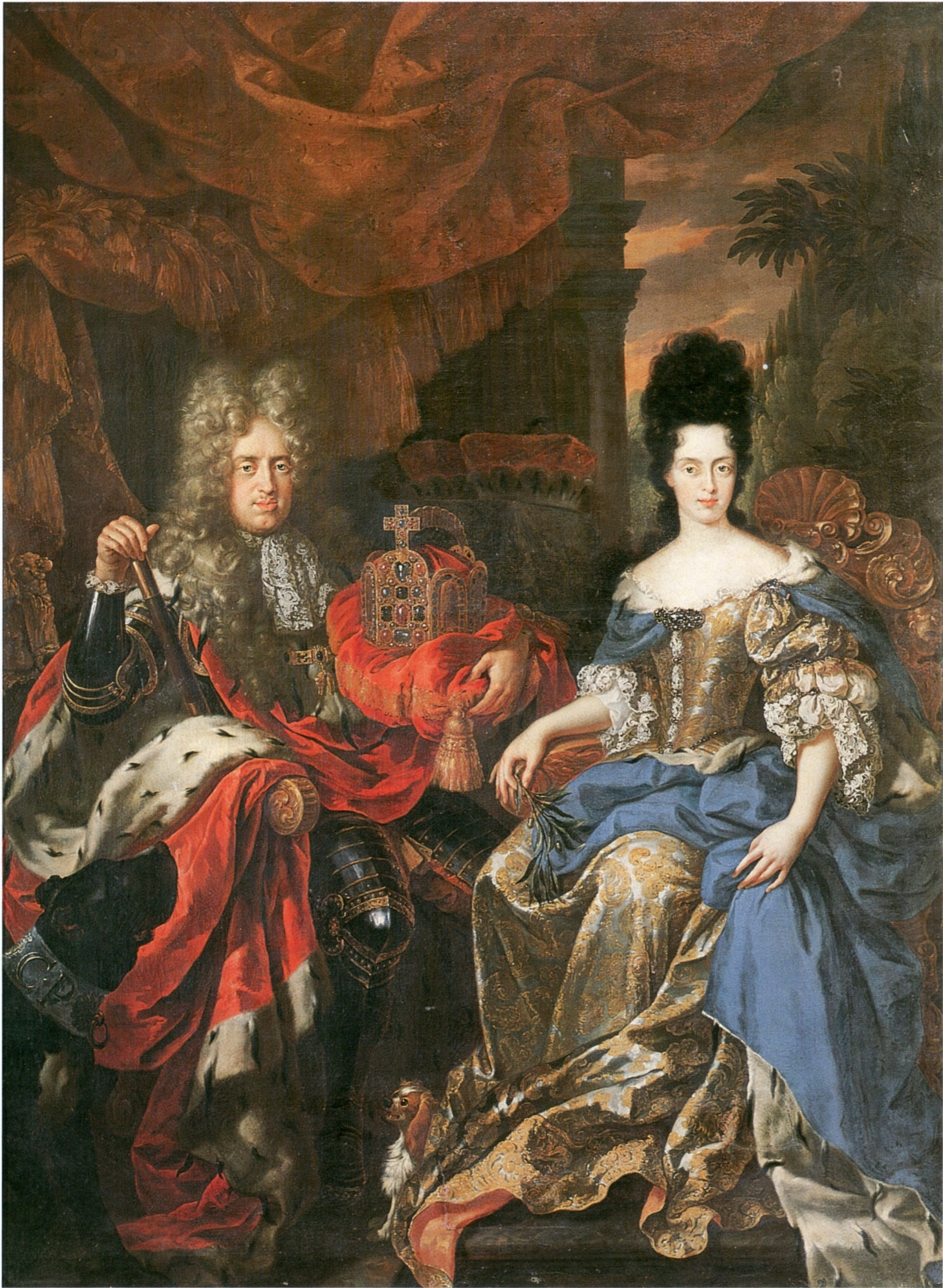
Doppelbildnis des Kurfürsten Johann Wilhelm von der Pfalz und seiner Gemahlin Anna Maria Luisa de’ Medici (Jan Frans van Douven, 1708)

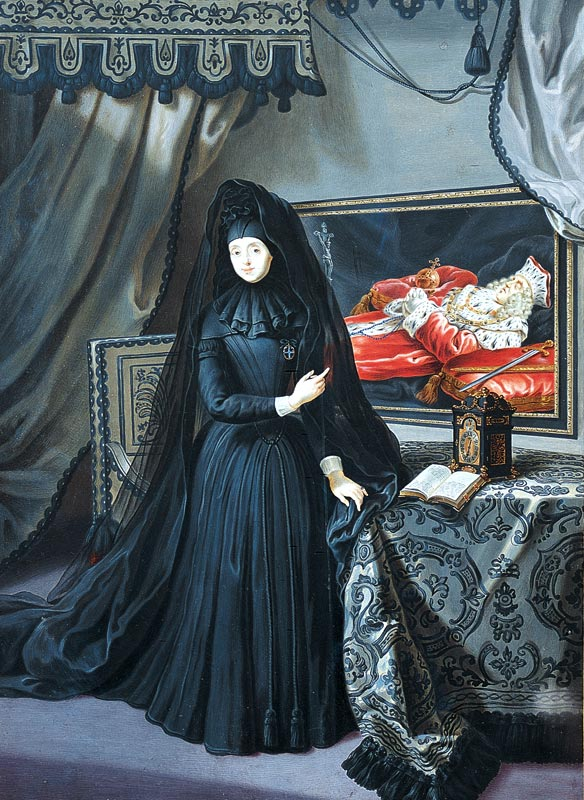
Anna Maria Luisa de’ Medici trauert um ihren Gatten, Kurfürst Johann Wilhelm (Jan Frans van Douven, 1717)

Johann Wilhelm Joseph Janaz von der Pfalz (auch Jan Wellem genannt, * 19. April 1658 in Düsseldorf; † 8. Juni 1716 ebenda) entstammte der jüngeren Neuburger Linie der Wittelsbacher. Er war seit 1679 als Johann Wilhelm II. Herzog von Jülich und Berg und ab 1690 auch Erzschatzmeister des Heiligen Römischen Reiches, Pfalzgraf-Kurfürst von der Pfalz und Pfalzgraf-Herzog von Pfalz-Neuburg.
Bedingt durch den Spanischen Erbfolgekrieg erlangte er auch zeitweise wieder den Besitz der früheren kurpfälzischen Territorien (Oberpfalz und Grafschaft Cham 1707–1714) und konnte das Amt eines Erztruchsessen des Reiches ausüben, im Jahr 1711 das Amt des Reichsvikars.

## Leben

### Herkunft und Familie
Seine Eltern waren Kurfürst Philipp Wilhelm von der Pfalz und Elisabeth Amalia von Hessen-Darmstadt. Johann Wilhelm gehörte damit einer Pfälzer Linie des Hauses Wittelsbach an. Die letzten Habsburger Kaiser Joseph I. und Karl VI. waren als Söhne seiner Schwester Eleonore Magdalene von Pfalz-Neuburg seine Neffen. Zwei weitere Schwestern waren die Königinnen von Spanien und Portugal.
Johann Wilhelm wurde von Jesuiten erzogen. 1686 wurde er als Ritter in den Orden vom Goldenen Vlies aufgenommen.

### Als Kurfürst
Am 2. September 1690 folgte er seinem Vater als Kurfürst, nachdem dieser ihm bereits eine Dekade zuvor die Regentschaft über den jülich-bergischen Länderkomplex überlassen hatte. Aufgrund des Pfälzer Erbfolgekriegs residierte Johann Wilhelm nicht im zerstörten Heidelberg, sondern im Düsseldorfer Schloss (damals Residenz der Herzogtümer Jülich-Berg und Hauptresidenz des kurpfälzischen Territorialverbundes).
Die spanische Königin Maria Anna von der Pfalz versuchte 1692 vergeblich, ihren älteren Bruder Johann Wilhelm als Statthalter der Spanischen Niederlande einzusetzen; stattdessen veranlasste die Königinmutter Maria Anna von Österreich, dass dem bayrischen Kurfürsten Maximilian II. Emanuel dieses Amt von König Karl II. übertragen wurde. Dieser verlor das Amt jedoch als Folge der Bayerischen Diversion, eines bayerischen Seitenwechsels im Erbfolgekrieg. Besonders Johann Wilhelm hatte sodann darauf gedrängt, die Reichsacht über ihn zu verhängen. Allerdings schlug Johann Wilhelm seinem Gegenspieler Maximilian II. Emanuel später vor, den Zwist im Haus Wittelsbach durch einen Hausvertrag zu lösen, eine Initiative, die nach seinem Tod zur Wittelsbacher Hausunion führte.
Im Frieden von Rijswijk (1697), der den Pfälzer Erbfolgekrieg beendete, erreichte er die Rückgabe der von den Franzosen besetzten pfälzischen Gebiete durch das Zugeständnis, dass die französischen Maßnahmen zur Rekatholisierung in der Pfalz nicht rückgängig gemacht wurden (Rijswijker Klausel), was dem ebenfalls tief katholischen Jan Wellem nicht schwerfiel. Vor allem deshalb war er in der Pfalz und bei den Protestanten weniger beliebt als im Herzogtum Jülich-Berg, wo er durch prachtvolle Bauten, den Ausbau des Düsseldorfer Schlosses und ein aufwändiges Hofleben vielen Künstlern und Handwerkern Aufträge verschaffte. Das Schloss Schwetzingen wurde Sommerresidenz. Zu seinen Leistungen zählt vor allem die Förderung von Kunst und Kultur. In der Residenzstadt Düsseldorf gründete er die Düsseldorfer Gemäldegalerie mit Werken vor allem von Rubens, die  den Grundstein der Entwicklung der Stadt zu einer Kunstmetropole legte. Ihre Kollektion bildet zusammen mit den Kunstschätzen  aus dem Schloss Bensberg (u. a. von Antonio Bellucci, Giovanni Antonio Pellegrini, Jan Weenix und Domenico Zanetti) heute einen der Kernbestände der Alten Pinakothek in München. Jan Wellems Hofmaler waren Jan Frans van Douven sowie zwischen 1708 und 1716 die niederländische Stilllebenmalerin Rachel Ruysch. Schon 1696 wurde ein imposantes barockes Opernhaus eröffnet. Georg Friedrich Händel gastierte des Öfteren am kurfürstlichen Hof. Arcangelo Corelli widmete dem Fürstenpaar seine Concerti Grossi op. 6. Die Gründung der Jülich-Bergischen Staatsbank mit Sitz in Köln am 2. März 1705 wurde von ihm angeregt. Am 29. September 1708 erneuerte er den Hubertusorden und wurde dessen Großmeister. Um die mit alldem verbundenen hohen Kosten zu tragen, verpfändete er das Amt Boxberg für 300.000 Gulden an das Hochstift Würzburg.
Während des Spanischen Erbfolgekrieges, der 1701 begann, erlangte Johann Wilhelm als Verbündeter des Kaisers zudem vorübergehend von Bayern die angesehenere vierte Kurwürde (Causa palatina) sowie die Oberpfalz. Obwohl der französische Vormarsch zunächst auch den Niederrhein bedrohte, hatte sich Johann Wilhelm als erster Reichsfürst der neuen Haager Allianz des Kaisers und der Seemächte gegen Ludwig XIV. angeschlossen. Mit England stellte er zudem eine besonders enge Beziehung her, und mit dem König in Preußen verständigte er sich, indem er auf die Durchsetzung der Rijswijker Klausel verzichtete, die die Beseitigung der Rechte der Protestanten betraf.
Nach dem Tod Kaiser Josephs I. am 17. April 1711 nahm neben Kurfürst Friedrich August I. (August der Starke) von Sachsen auch Johann Wilhelm bis zur Kaiserkrönung Karls VI. am 22. Dezember 1711 in Frankfurt am Main das Amt des Reichsvikars wahr. Friedrich Augusts umfangreiche Vikariatsprägungen mögen Johann Wilhelm zu mehreren Gedenkprägungen auf sein Vikariat inspiriert haben. Es war ihm eine besondere Ehre das Reichsvikariat zu führen.
Im Frieden von Utrecht 1713 fiel bei der Aufteilung von Obergeldern dann das Gebiet von Erkelenz an Johann Wilhelms Herzogtum Jülich. Im Rastatter Frieden von 1714 sah Johann Wilhelm sich dann aber um den Lohn für seine militärischen und politischen Dienste für das Reich und den Kaiser und für seine Vermittlertätigkeit gebracht, da hierbei für ihn ansonsten im Wesentlichen, wie auch für seinen bayerischen Vetter und Gegner Maximilian II. Emanuel, nur der Vorkriegsstand wiederhergestellt wurde. Die Kurpfalz ging nicht nur leer aus, sie stand sogar insofern noch schlechter da als vor dem Krieg, als sich der neue Kurfürst von Braunschweig-Lüneburg weigerte, die ihm gerade übertragene Erzschatzmeister-Würde wieder abzugeben.
In der Düsseldorfer Altstadt ist das Haus „En de Canon“ erhalten, in dem Jan Wellem mit Bürgern regelmäßig gezecht haben soll. Die Grabstätte des am 8. Juni 1716 verstorbenen Johann Wilhelm befindet sich im Mausoleum des Hauses Pfalz-Neuburg an der ehemaligen Hof- und Jesuitenkirche St. Andreas, der heutigen Dominikanerkirche St. Andreas, in Düsseldorf. Der Leichnam des Kurfürsten wurde in einen Prunksarkophag gebettet, den sein Hofbildhauer Gabriel Grupello 1717 entworfen und gegossen hatte. Das Mausoleum wurde nach neueren Forschungen erst 1716/17, also erst nach dem Tod Johann Wilhelms, durch Simon Sarto gebaut. Nach Fertigstellung des Baus wurden auch die Särge anderer Familienmitglieder, u. a. mehrerer Geschwister Johann Wilhelms, aus einer Gruft in der Kirche dorthin überführt.

### Heirat und Nachkommen
Kurfürst Johann Wilhelm heiratete am 25. Oktober 1678 in Wiener Neustadt die Erzherzogin Maria Anna Josepha (1654–1689), Tochter des römisch-deutschen Kaisers Ferdinand III. und seiner Gattin Prinzessin Eleonora Gonzaga. Aus der Ehe gingen zwei Söhne hervor, die beide am Tag der Geburt starben:
1. namenloser Sohn (*/† 6. Februar 1683 in Düsseldorf), Kurprinz von der Pfalz
2. namenloser Sohn (*/† 5. Februar 1686 in Wien), Kurprinz von der Pfalz

In zweiter Ehe heiratete er am 29. April 1691 per Stellvertreter in Florenz die Prinzessin Anna Maria Luisa de’ Medici (1667–1743), Tochter des Großherzogs der Toskana, Cosimo III. de’ Medici und seiner Frau Marguerite Louise d’Orléans. Die Ehe blieb kinderlos.

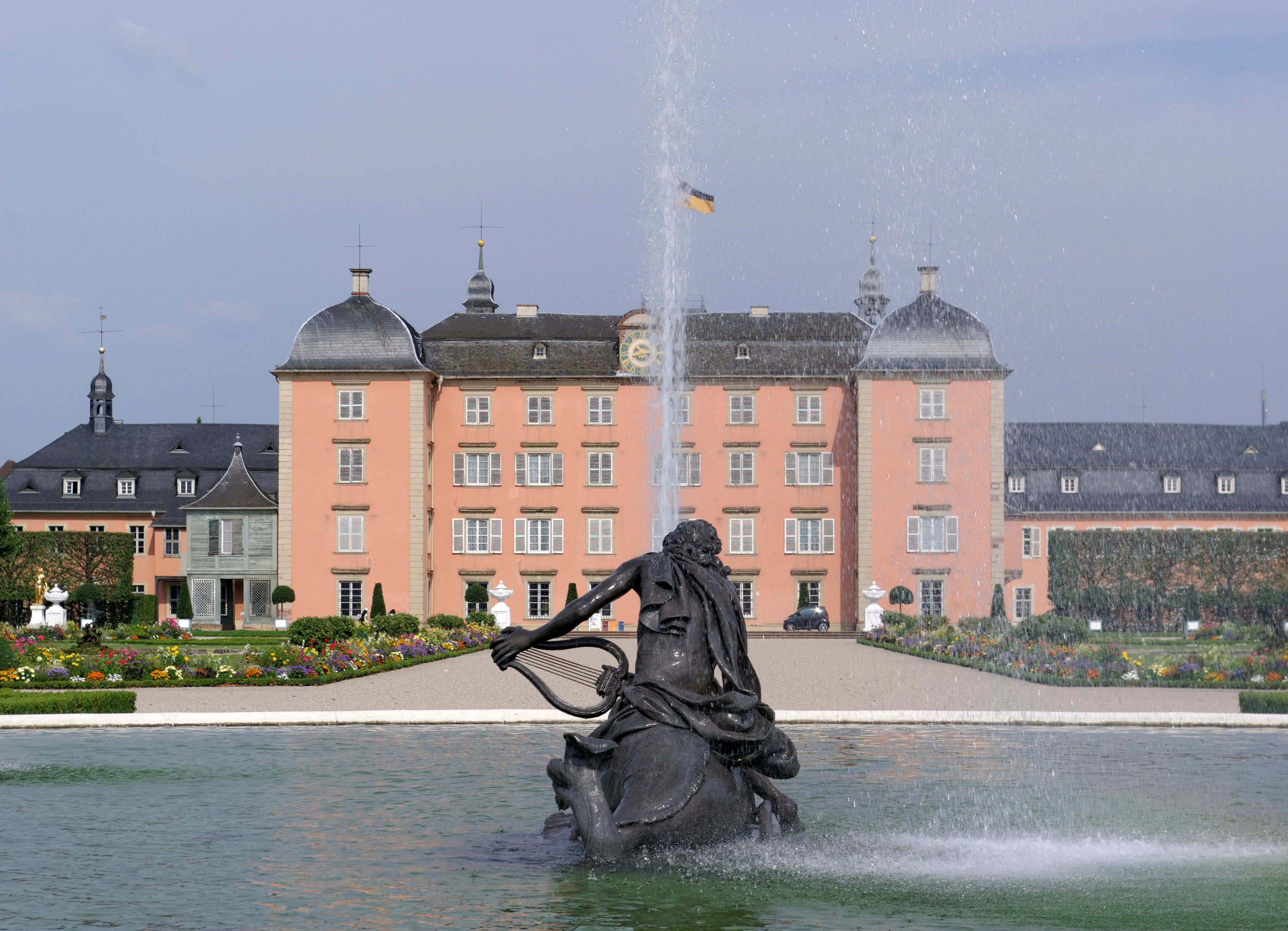
Schloss Schwetzingen
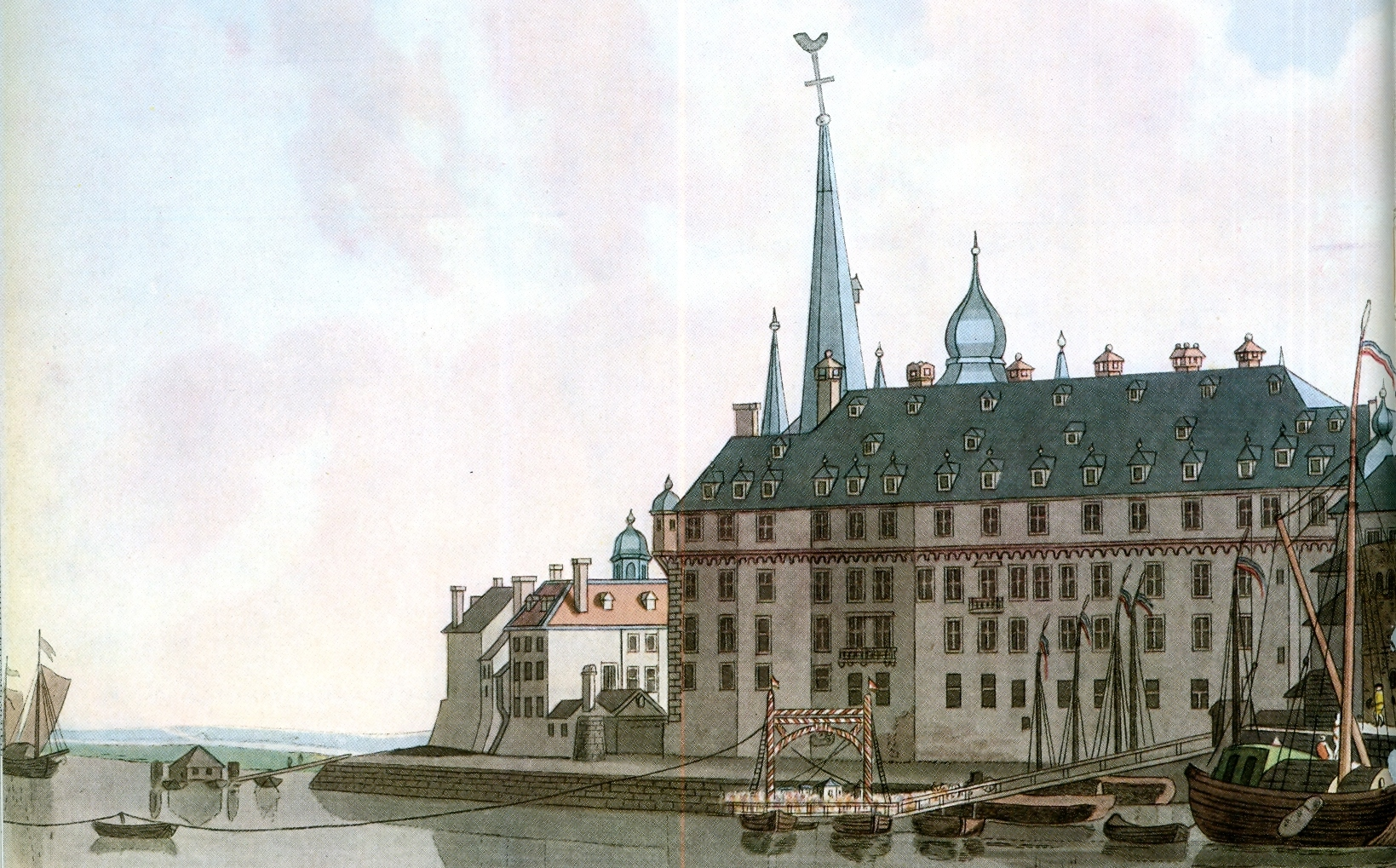
Düsseldorfer Schloss
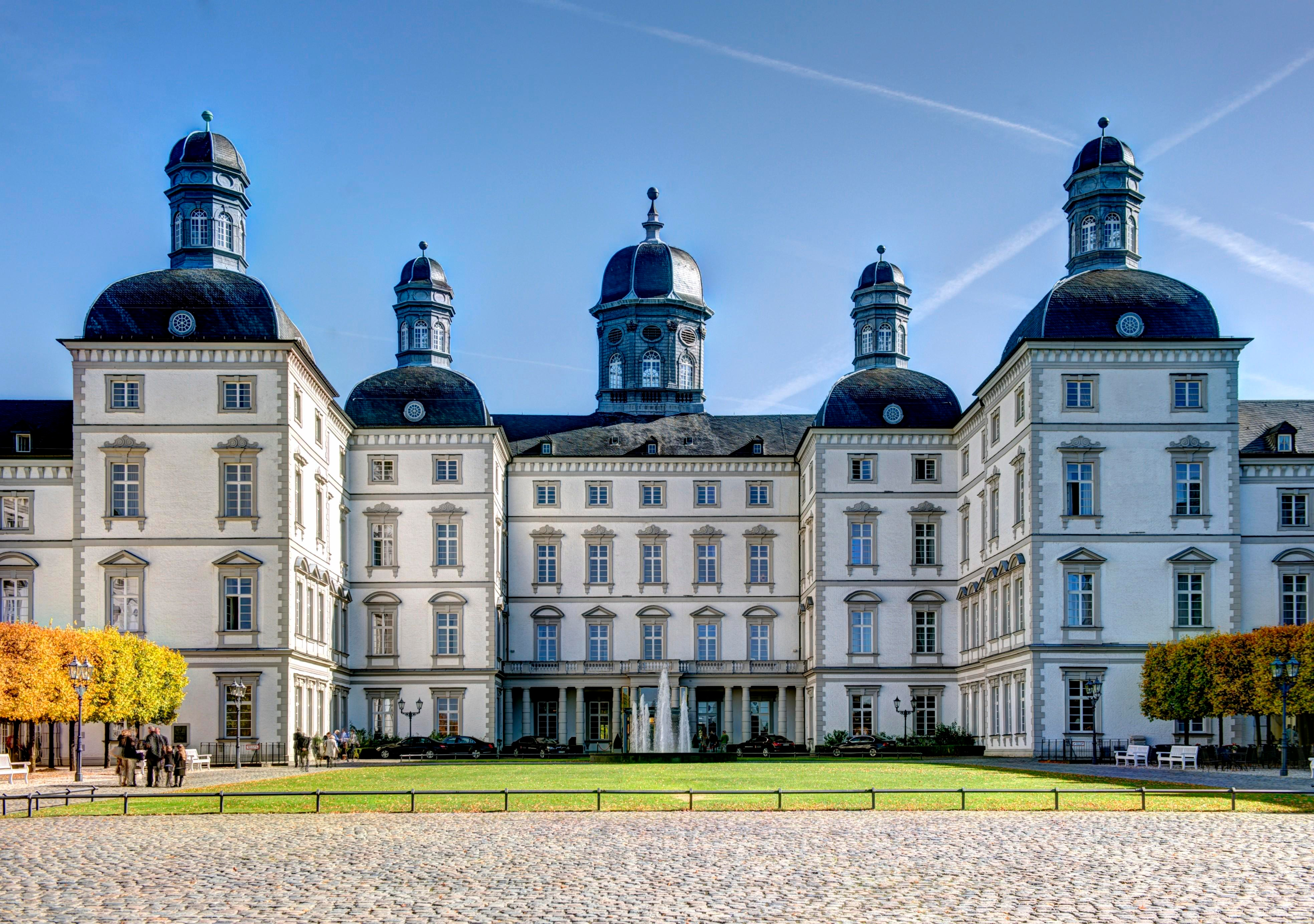
Schloss Bensberg

### Nachfolge
Johann Wilhelm blieb ohne Erben. Seine Nachfolge trat sein jüngerer Bruder Karl III. Philipp an, der nicht mehr am Niederrhein, sondern letztlich in Mannheim residierte.

## Gedenken und spätere Bezugnahme auf Johann Wilhelm
Auf dem Düsseldorfer Marktplatz befindet sich ein 1711 von Gabriel Grupello geschaffenes Reiterstandbild. Der Legende zufolge soll das Reiterstandbild Jan Wellems vor dem Düsseldorfer Rathaus von den Bürgern gestiftet worden sein. Nachdem dem Künstler das Material ausgegangen wäre, klopfte angeblich sein Gießerjunge an die Türen der Düsseldorfer Bürger und sammelte Spenden in Form von Silberbesteck. Der junge Heinrich Heine sinnierte einem späteren Brief zufolge, wie viele Apfeltörtchen er wohl mit den ganzen Silberlöffeln hätte essen können. Das Denkmal ist auf einer 1964 von Heinz Schillinger gestalteten Briefmarke der Serie Hauptstädte der Länder der Bundesrepublik Deutschland zu sehen.
Standesgemäß wurde kurz nach Johann Wilhelms Tod das Mausoleum des Hauses Pfalz-Neuburg an der Hofkirche St. Andreas in Düsseldorf errichtet. Dorthin wurde sein Metallsarg 1717 in einen prunkvollen Sarkophag umgebettet.
1914 wurde das Jan-Wellem-Denkmal des Bildhauers Eduard Schmitz in Köln-Mülheim enthüllt. Es befand sich ursprünglich am Wiener Platz und wurde nach Ende des Zweiten Weltkrieges an seinen heutigen Standort, an die Kreuzung Jan-Wellem-Straße / Fürstenberger Straße im Mülheimer Stadtgarten, versetzt.
Am 6. Mai 1955 erhielt der Jan-Wellem-Platz in der Düsseldorfer Innenstadt seinen Namen.
Im Bergisch Gladbacher Stadtteil Bensberg, mit dem in seinem Auftrag errichteten Jagdschloss, tragen der Sportverein „SSV Jan Wellem 05“ und die „Schützengilde Jan Wellem“ seinen Namen; zudem wurde die Jan-Wellem-Straße nach ihm benannt.
Eine Spirituosenfirma aus Haan produziert in Miniaturflaschen „Jan Wellem – Der kurfürstliche Kornbrand“.
Im Rahmen des Internationalen DAMC 05 Oldtimer Festivals auf dem Nürburgring wird jährlich der Jan-Wellem-Pokal ausgefahren.

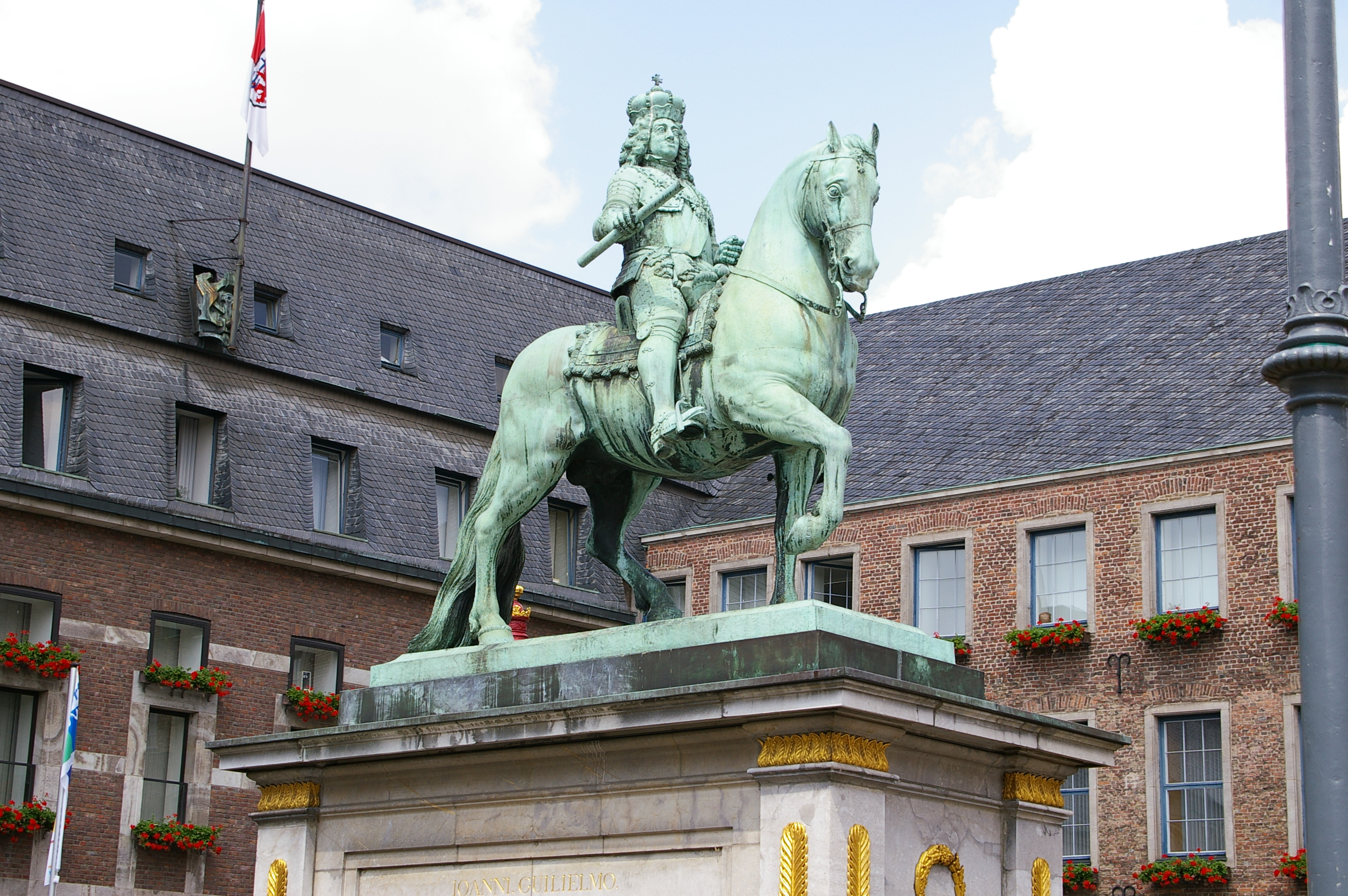
Jan-Wellem-Denkmal auf dem Marktplatz in Düsseldorf, 2006
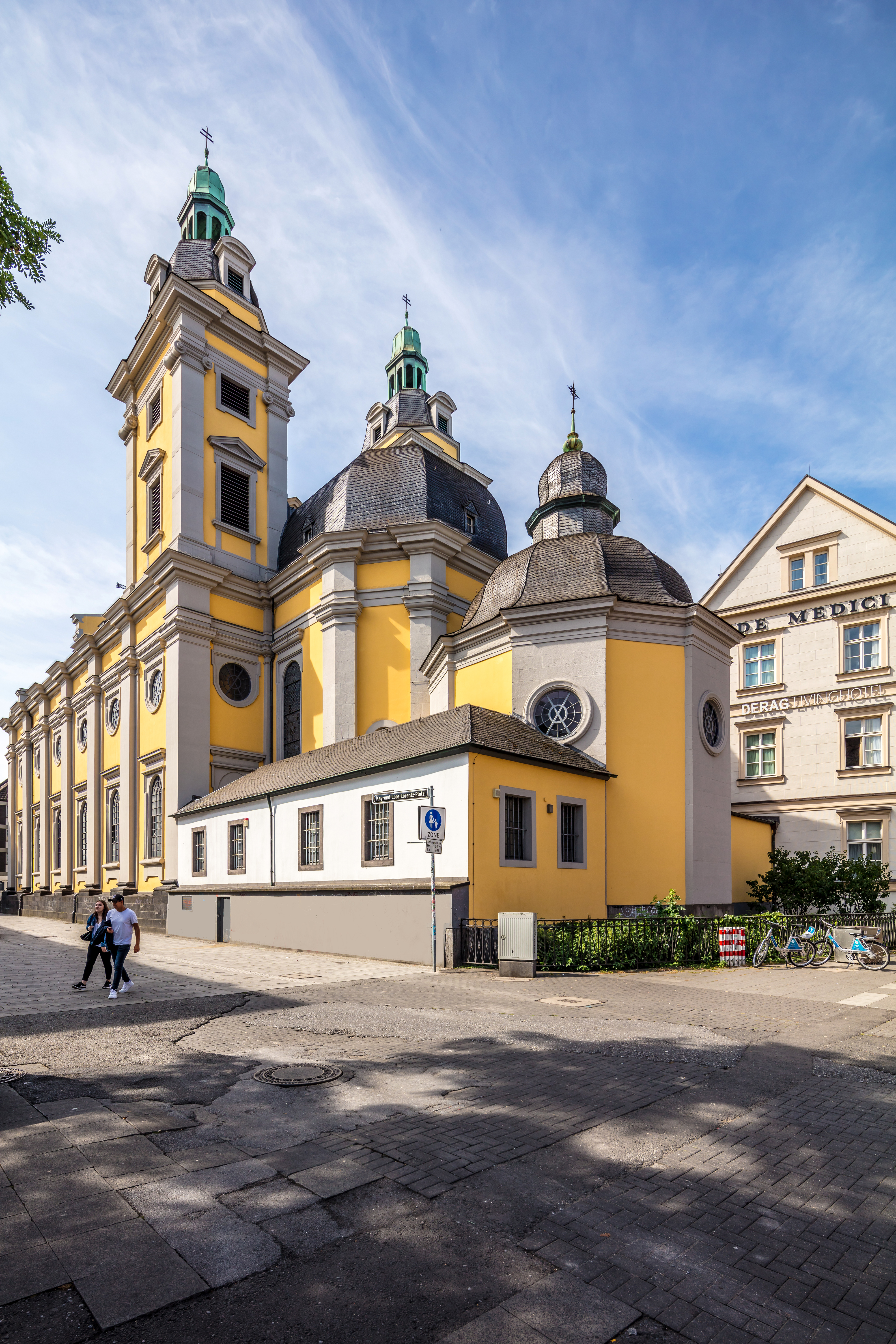
Mausoleum des Hauses Pfalz-Neuburg am Chor von St. Andreas in Düsseldorf, 2019
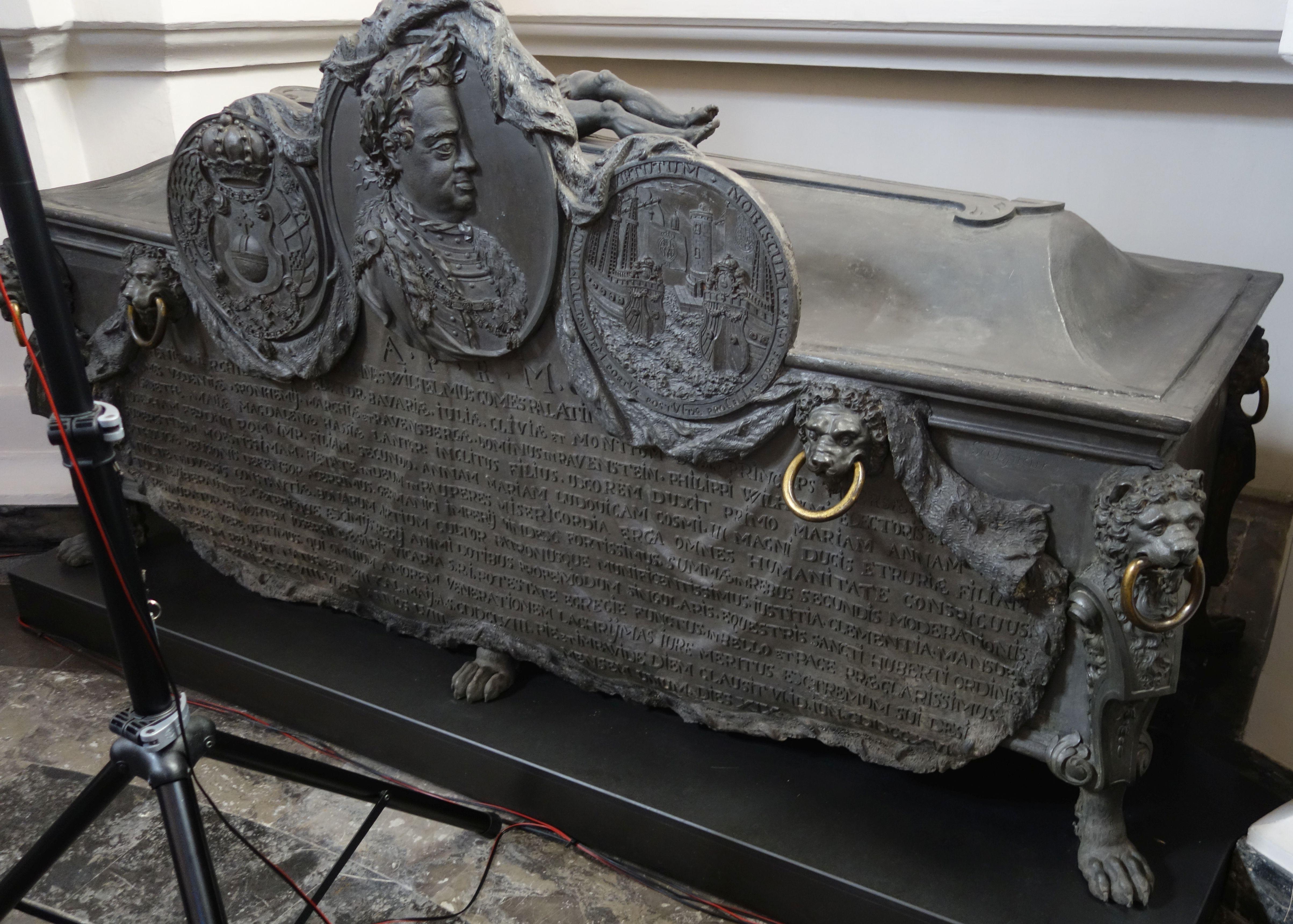
Sarkophag des Kurfürsten Johann Wilhelm von der Pfalz, 2023
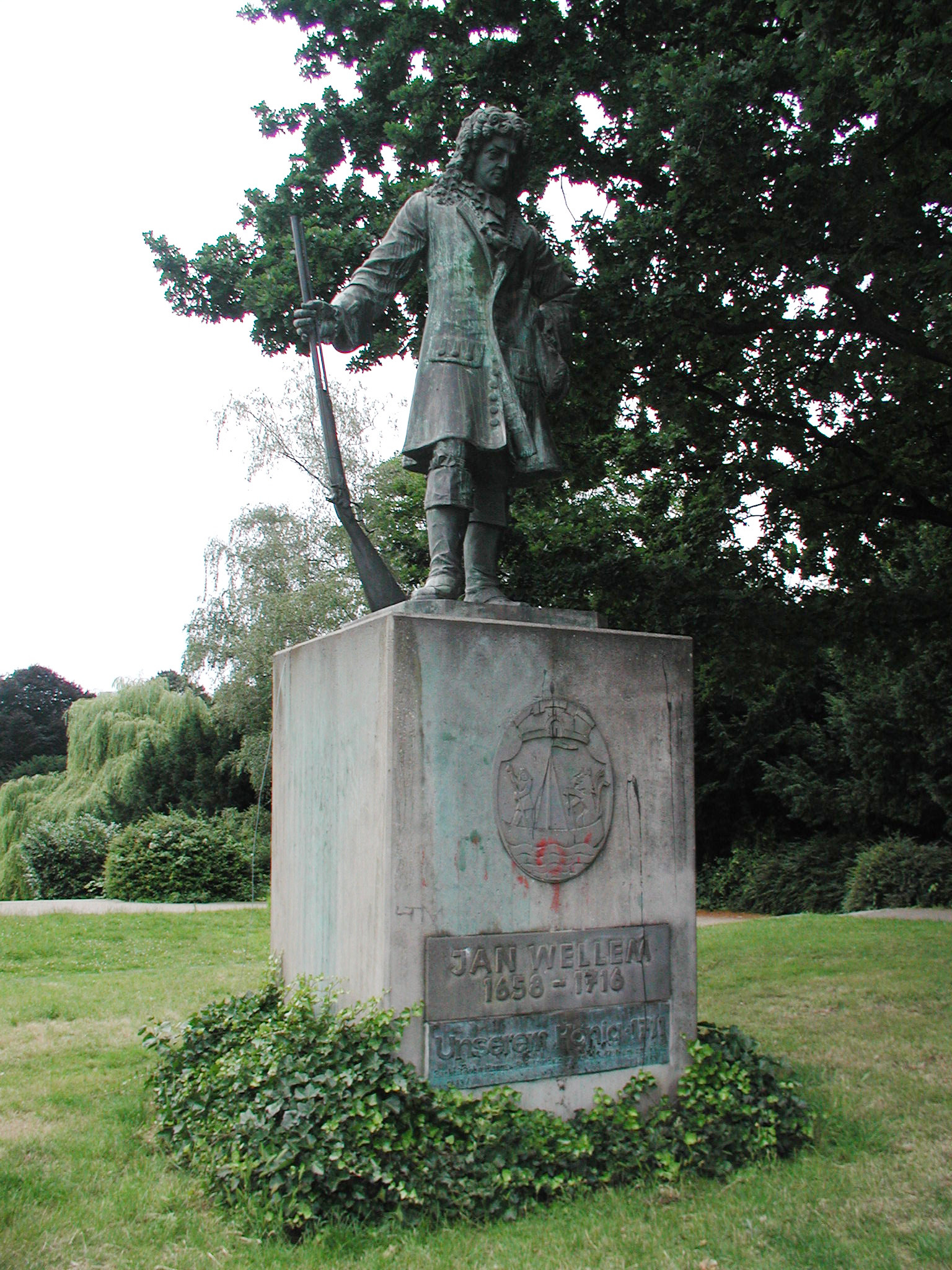
Jan-Wellem-Denkmal in Köln-Mülheim, 2008
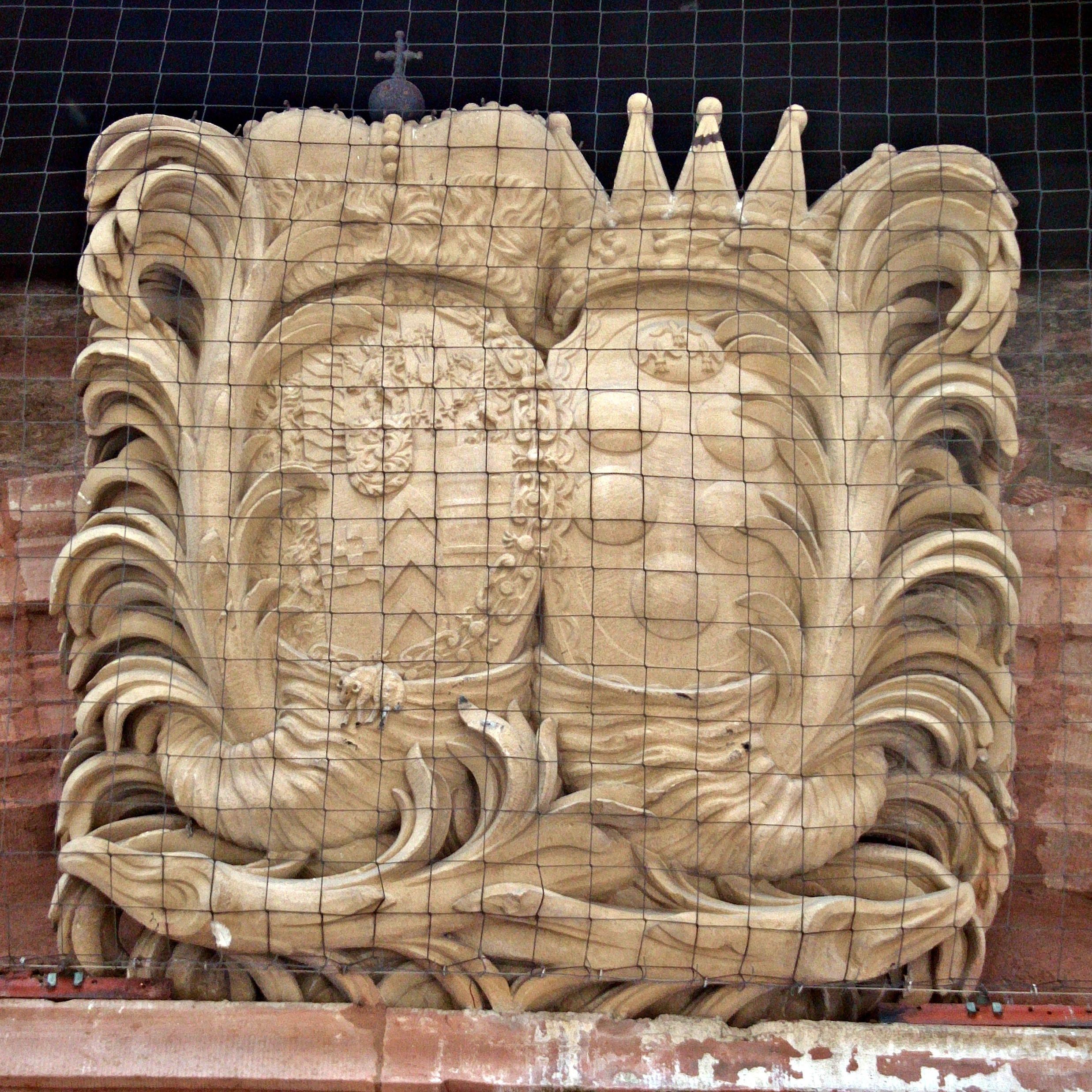
Heiliggeistkirche (Heidelberg), Allianzwappen von Kurfürst Johann Wilhelm und Gemahlin Anna Maria de’ Medici

## Vorfahren
|  |                                                   |  |  |  |  |  |  |  |  |  |  |  |  |
|  | Philipp Ludwig (Pfalz-Neuburg) (1547–1614)        |  |  |  |  |  |  |  |  |  |  |  |  |
|  |                                                   |  |  |  |  |  |  |  |  |  |  |  |  |
|  |                                                   |  |  |  |  |  |  |  |  |  |  |  |  |
|  | Wolfgang Wilhelm (Pfalz-Neuburg) (1578–1653)      |  |  |  |  |  |  |  |  |  |  |  |  |
|  |                                                   |  |  |  |  |  |  |  |  |  |  |  |  |
|  |                                                   |  |  |  |  |  |  |  |  |  |  |  |  |
|  | Anna von Jülich-Kleve-Berg (1552–1632)            |  |  |  |  |  |  |  |  |  |  |  |  |
|  |                                                   |  |  |  |  |  |  |  |  |  |  |  |  |
|  |                                                   |  |  |  |  |  |  |  |  |  |  |  |  |
|  | Philipp Wilhelm (Pfalz) (1615–1690)               |  |  |  |  |  |  |  |  |  |  |  |  |
|  |                                                   |  |  |  |  |  |  |  |  |  |  |  |  |
|  |                                                   |  |  |  |  |  |  |  |  |  |  |  |  |
|  | Wilhelm V. (Bayern) (1548–1626)                   |  |  |  |  |  |  |  |  |  |  |  |  |
|  |                                                   |  |  |  |  |  |  |  |  |  |  |  |  |
|  |                                                   |  |  |  |  |  |  |  |  |  |  |  |  |
|  | Magdalene von Bayern (1587–1628)                  |  |  |  |  |  |  |  |  |  |  |  |  |
|  |                                                   |  |  |  |  |  |  |  |  |  |  |  |  |
|  |                                                   |  |  |  |  |  |  |  |  |  |  |  |  |
|  | Renata von Lothringen (1544–1602)                 |  |  |  |  |  |  |  |  |  |  |  |  |
|  |                                                   |  |  |  |  |  |  |  |  |  |  |  |  |
|  |                                                   |  |  |  |  |  |  |  |  |  |  |  |  |
|  | Johann Wilhelm Kurfürst von der Pfalz             |  |  |  |  |  |  |  |  |  |  |  |  |
|  |                                                   |  |  |  |  |  |  |  |  |  |  |  |  |
|  |                                                   |  |  |  |  |  |  |  |  |  |  |  |  |
|  | Ludwig V. (Hessen-Darmstadt) (1577–1626)          |  |  |  |  |  |  |  |  |  |  |  |  |
|  |                                                   |  |  |  |  |  |  |  |  |  |  |  |  |
|  |                                                   |  |  |  |  |  |  |  |  |  |  |  |  |
|  | Georg II. (Hessen-Darmstadt) (1605–1661)          |  |  |  |  |  |  |  |  |  |  |  |  |
|  |                                                   |  |  |  |  |  |  |  |  |  |  |  |  |
|  |                                                   |  |  |  |  |  |  |  |  |  |  |  |  |
|  | Magdalena von Brandenburg (1582–1616)             |  |  |  |  |  |  |  |  |  |  |  |  |
|  |                                                   |  |  |  |  |  |  |  |  |  |  |  |  |
|  |                                                   |  |  |  |  |  |  |  |  |  |  |  |  |
|  | Elisabeth Amalia von Hessen-Darmstadt (1635–1709) |  |  |  |  |  |  |  |  |  |  |  |  |
|  |                                                   |  |  |  |  |  |  |  |  |  |  |  |  |
|  |                                                   |  |  |  |  |  |  |  |  |  |  |  |  |
|  | Johann Georg I. (Sachsen) (1585–1656)             |  |  |  |  |  |  |  |  |  |  |  |  |
|  |                                                   |  |  |  |  |  |  |  |  |  |  |  |  |
|  |                                                   |  |  |  |  |  |  |  |  |  |  |  |  |
|  | Sophie Eleonore von Sachsen (1609–1671)           |  |  |  |  |  |  |  |  |  |  |  |  |
|  |                                                   |  |  |  |  |  |  |  |  |  |  |  |  |
|  |                                                   |  |  |  |  |  |  |  |  |  |  |  |  |
|  | Magdalena Sibylle von Preußen (1586–1659)         |  |  |  |  |  |  |  |  |  |  |  |  |
|  |                                                   |  |  |  |  |  |  |  |  |  |  |  |  |
|  |                                                   |  |  |  |  |  |  |  |  |  |  |  |  |

## Werke
- Zusatz Einiger Ordnungen, und Befelchern, Edicten und Recessen Welche auf gnädigsten Befelch des Durchlauchtigsten Großmächtigsten Churfürsten und Herrn Herrr [!] Johann Wilhelms, Pfalzgrafen bey Rhein … der Gülich- und Bergischen Rechts-, Policey- und Reformations-Ordnung beyzusetzen gnädigst verordnet: neben einem Register der Ordnungen, Befelchen, und Edicten &c. Stahl, Düsseldorf ca. 1696. Digitalisierte Ausgabe der Universitäts- und Landesbibliothek Düsseldorf
- Zusatz Einiger Ordnungen, und Befelchern, Edicten und Recessen Welche auff gnädigsten Befelch des Durchlauchtigsten Großmächtigsten Churfürsten und Herrn Hn. Johan Wilhelms, Pfaltzgraffen bey Rhein … der Gülich- und Bergischen Rechts-, Policey- und Reformations-Ordnung beyzusetzen gnädigst verordnet. Schleuter, Düsseldorf 1697. Digitalisierte Ausgabe
- Von Gottes Gnaden Wir Johann Wilhelm, Pfaltz-Graff bey Rhein, des Heyligen Römischen Reichs Ertz-Schatzmeister und Chur-Fürst ... Fuegen Unserem Cantzleren, ... forth Jedermänniglich, sowohl Unseren Unterthanen, alß welche sonsten inner Unseren Landen einig Gewerb oder Handelschafft treiben ... es seye, wes Standts oder Würden Er auch sein möchte, hiemit zu wissen, daß Wir unterem heuthigen dato eine verbesserte Licent und Accins-Ordnung publiciren, und in offenen Truck mit gnugsamben Exemplarien außfertigen lassen, deren ein jeder bey Unseren Licent-Stuben vor einen billigen Preis Haabhafft werden kan .... Düsseldorff, den 20. Martii 1703. Digitalisat
- Von Gottes Gnaden Wir Johann Wilhelm, Pfalzgraf bey Rhein, des Heil. Römis. Reichs … Thun kund und zu wissen, Nachdem wir von Anfang Unserer, in Unserer Chur-Pfältzischen Landen angetrettenen schweren Regierung …. Düsseldorf 1705. Digitalisierte Ausgabe
- Verordnung die Religionsfreiheit in den kurpfälzischen Landen betreffend. dat. Düsseldorf, 21. Nov. 1705 (Digitalisierte Ausgabe)
- Von Gottes Gnaden Wir Johann Wilhelm, Pfaltz-Graff bey Rhein, des Heil. Röm. Reichs Ertz-Truchses und Churfürst ... Thuen kundt, und fügen hiemit Jedermänniglich zu wissen, nachdem Uns der unterthänigst-glaubwürdigster Bericht geschehen, auch die Jährlich vorkommende Kirchen-Rechnungen es gnugsamb erwiesen, daß in hiesigen Unseren Gülich- und Bergischen Landen, wegen Verwaltung der Kirchen- und Armen-Renthen, auch Reparation der Kirchen und Thürn, verschiedene grosse Mißbräuch eingeschlichen ... Düsseldorff, den 10 Septembris 1711 Digitalisat
- Zusatz einiger Ordnungen, Befelchern, Edicten und Recessen, welche auff Befehl des Churfürsten Johan Wilhelms, Pfaltzgraffen bey Rhein der Gülich- und Bergischen Rechts-Policey- und Reformations-Ordnung beyzusetzen verordnet. Weyer, Düsseldorf 1731. Digitalisierte Ausgabe